# أندريس فيليبي أورتيز
أندريس فيليبي أورتيز (بالإسبانية: Andrés Felipe Ortiz)‏ (20 مارس 1987 في كولومبيا - ) هو لاعب كرة قدم كولومبي في مركز الدفاع. لعب مع إنديبندينتي ميديلين.

## وصلات خارجية
- أندريس فيليبي أورتيز على موقع إي إس بي إن إف سي (الإنجليزية)
- أندريس فيليبي أورتيز على موقع قاعدة بيانات كرة القدم.إي يو (الإنجليزية)
- أندريس فيليبي أورتيز على موقع AS.com (الإسبانية)